# Renaud Keymeulen
Renaud Keymeulen, né en 1976, est un chercheur en pédagogies nouvelles et méthodologue  belge. Auteur, professeur, formateur, ludopédagogue, gestionnaire de projets, il s'intéresse aux intelligences multiples et fonde les Centres ludopédagogiques des talents. 

## Parcours professionnel
En 1997 que Renaud Keymeulen commence sa carrière d'enseignant dans un établissement secondaire (Notre Dame des Champs) de Bruxelles. Il s'intéresse à la problématique de l'échec scolaire. Après avoir collaboré à la rédaction d'ouvrages scolaires, il crée en 2007 l'Institut de coaching scolaire (ICS), une École des devoirs et devient coach scolaire,.Titulaire d'un master en sciences de l'éducation (2003) et d'un master en sciences du travail (2014) de l'UCLouvain, il suit de nombreuses formations, ce qui l'amène à découvrir et exploiter la théorie des intelligences multiples d'Howard Gardner. 
Tout en poursuivant son métier de professeur, il devient formateur et méthodologue pour l'enseignement catholique en Belgique, l'École des parents et éducateurs (aujourd'hui Emancipe) et pour l'Institut de coaching scolaire (ICS). Les activités de l'ICS se centrent d'abord sur une école de devoirs, l'organisation de stages et l'accompagnement d'élèves en difficultés. L'expérience accumulée permet à Renaud Keymeulen d'élaborer seul ou avec des collègues des outils pour aider les adolescents à apprendre plus efficacement, réflexion qui débouche en 2013 sur l'écriture de l'ouvrage Vaincre les difficultés scolaires grâce aux intelligences multiples.
L'apprentissage coopératif, les jeux-cadres de Thiagi et la pédagogie inversée amènent Renaud Keymeulen à s'interroger sur les dispositifs pour rendre un enseignement traditionnel plus plaisant et efficace. Son parcours de formation et ses expériences conduisent à la première formation de "Méthodologue",[source insuffisante]. 
En 2013, il devient  formateur et conférencier pour Mieux-Apprendre en Belgique, France et Suisse. Un an plus tard, l'ICS devient Knowledge Management par les Intelligences multiples KMIM. Ce changement de nom intervient après un recentrage de ses activités sur la formation pour adultes, enseignants et entreprises.  Progressivement, il se spécialise dans le partage de connaissances entre générations au sein des entreprises et dans la formation à distance.
En 2016, il publie chez De Boeck Supérieur, l'ouvrage Motiver ses élèves grâce aux intelligences multiples et deux ans plus tard, Motivez les enfants par le jeu est réédité. 
Depuis 2017, il dispense des formations continues pour l'Unité de recherche en sciences et techniques du jeu HE2B.
En 2019, la nouvelle méthode pédagogique La Ligue des Talents - Enseigner avec les intelligences multiples paraît chez Erasme - Averbode et quelques mois plus tard est publiée chez De Boeck Supérieur Classes flexibles : je me lance !. 
Renaud Keymeulen assure la coordination du collège Da Vinci de Perwez, collège dont la pédagogie est basée sur les intelligences multiples. Il publie un site informatif sur la question, à destination de l'ensemble du corps éducatif et aussi pour les familles. 
Participant à l’intégration du jeu dans l’apprentissage dans les écoles fondamentales et primaires, il développe les Centres ludopédagogiques des talents,, ludothèque  pédagogique 2.0. scolaire[évasif] que l’on retrouve essentiellement en Belgique.   
En parallèle, il sort ses premiers jeux éducatifs chez Cat’s Family. Des outils ayant pour objectif la maîtrise de la grille de lecture des intelligences multiples, le développement de l’estime de soi, la mise en action et l’orientation scolaire ou professionnelle. Il étend également ses activités à la Haute-École Bruxelles Brabant tant en pédagogie qu’en ludopédagogie et à l’ICHEC  où il donne le cours de psychopédagogie dans le cadre de l'Agrégation de l'enseignement secondaire supérieur.     
En 2021, en collaboration avec le Festival Out of the Books, Renaud Keymeulen met en place la chaîne Youtube Pédagoscope qui aborde des problématiques pédagogiques. Il poursuit son exploration des intelligences multiples, et avec cinq co-autrices, propose au travers de son ouvrage La Ligue des talents junior une approche destinée au niveau fondamental.
De 2022 à 2025, Renaud Keymeulen quitte Bruxelles et ses charges d'enseignant pour devenir directeur de l'Institut Saint-Joseph de Carlsbourg (Paliseul). Il fonde, en février 2022, un village de la (ludo)pédagogie et de l'apprentissage qui met à disposition des professionnels de l'éducation un centre ludopédagogique, un centre bibliopédagogique, un centre Légos, une bibliothèque professionnelle et des espaces de formation pour les professionnels.